# Курції (рід)

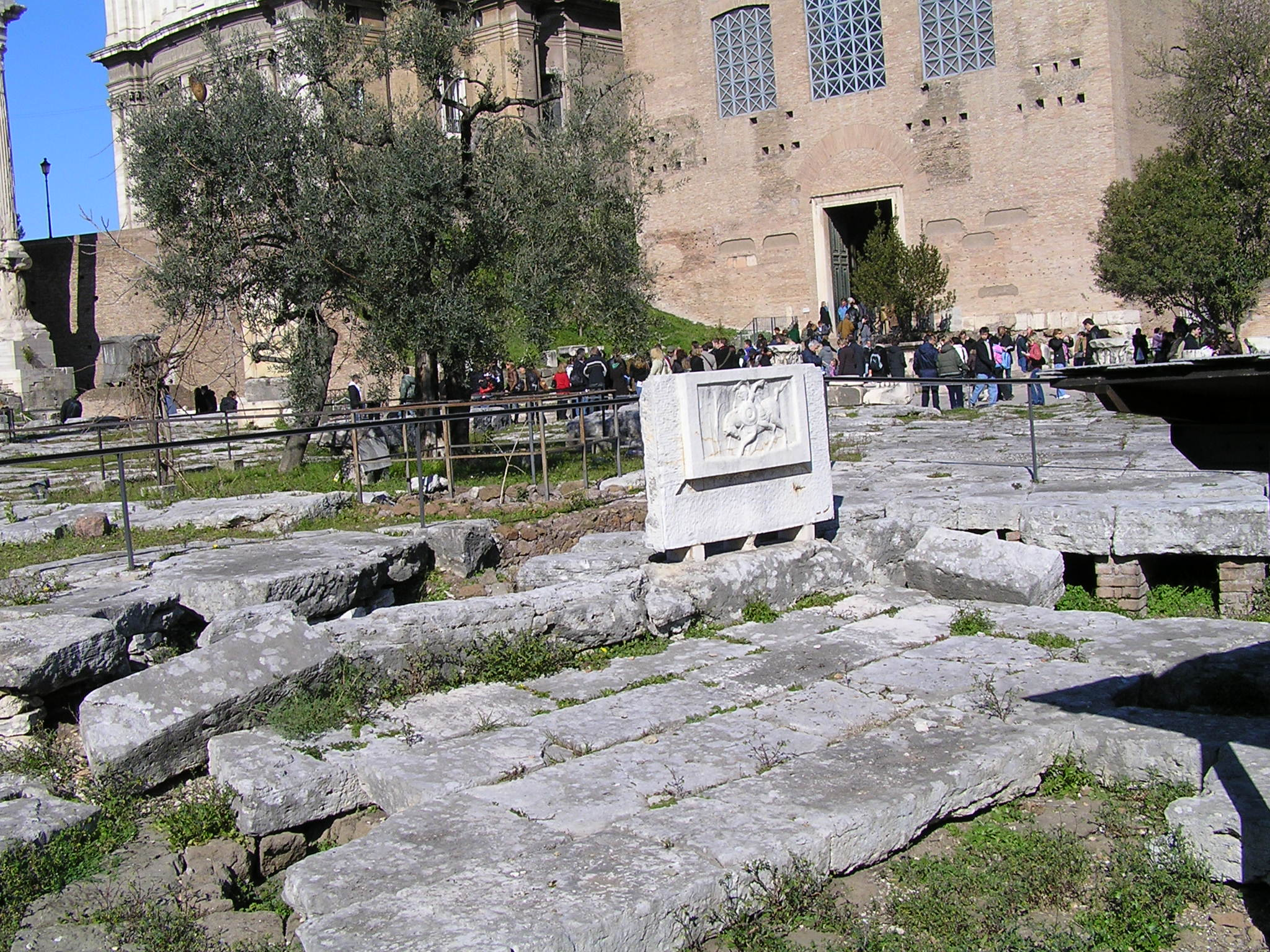
Рельєф Марка Курція на місці Курцієвого озера (на задньому плані Курія Юлія).

Курції — давній патриціанській рід у Стародавньому Римі. Мав сабінське походження. Пересилився до Риму за царя Нуми Помпілія. Втім він не був досить могутнім та впливовим. Гілками роду були: Філони та Руфи.

## Відомі Курції
- Меммій Курцій, засновник роду, пересилився до Риму.
- Гай Курцій Філон. консул 445 року до н. е.
- Марк Курцій, герой, що у 363 році до н. е. разом з конем кинувся у провалля на Римському форумі, після чого воно закрилося
- Марк Курцій, народний трибун 57 року до н. е.
- Курцій Монтан, поет, друг імператора Тіберія.
- Квінт Курцій Руф, історик часів імператорів Клавдія та Веспасіана.